# رومینا مالاسپینا
رومینا مالاسپینا (انگلیسی: Romina Malaspina؛ زادهٔ ۷ july ۱۹۹۴ (۳۰ سال)) مدل (شخص)، مجری تلویزیون، روزنامه‌نگار، بازیگر، تأثیرگذار، شوگرل، و خواننده اهل آرژانتین است.